# 心理地圖
心理地圖是指視障人士在心中對於環境資訊的概念，目的是代替實際可見的地圖。
視障人士的心理地圖建立，是透過多重感官知覺及環境資訊結合，讓視障人士能以非視覺，或以非視覺為主的方式，建構對環境的概念，藉以計畫如何由目前所在位置到達目的地。
建立心理地圖是定向行動技能的其中一項，對視障人士學習獨立安全行動之重要性，在於視障者需要透過學習建立對環境具備完整的方位及陸標及線索等相關概念，並結合白手杖使用技巧或其他行動輔具的運用，來達成安全、有效率的行動。